# C/2012 S1 (ISON)
C/2012 S1 (ISON) est une comète rasante découverte en septembre 2012 et qui s'est désintégrée fin novembre 2013 au terme de son approche du Soleil.
À partir d'observations effectuées par le télescope spatial Swift en janvier 2013, on calcula que le noyau d'ISON était d'un diamètre d'environ cinq kilomètres, réduit à deux kilomètres par des estimations ultérieures, puis moins de un kilomètre de diamètre à partir des observations de la caméra HiRISE de MRO en orbite martienne. Dans la nuit du 13 au 14 novembre 2013, Emmanuel Jehin et Cyrielle Opitom, de l'Université de Liège, en Belgique, observaient une augmentation de l'activité de la comète d'un facteur 10 grâce au télescope Trappist, basé à l'observatoire de La Silla, au Chili. La comète a pu être observée avec des jumelles et à l'œil nu le 14 novembre 2013. D'abord incertaine, sa désintégration a été confirmée dans les tout premiers jours de décembre.

## Découverte

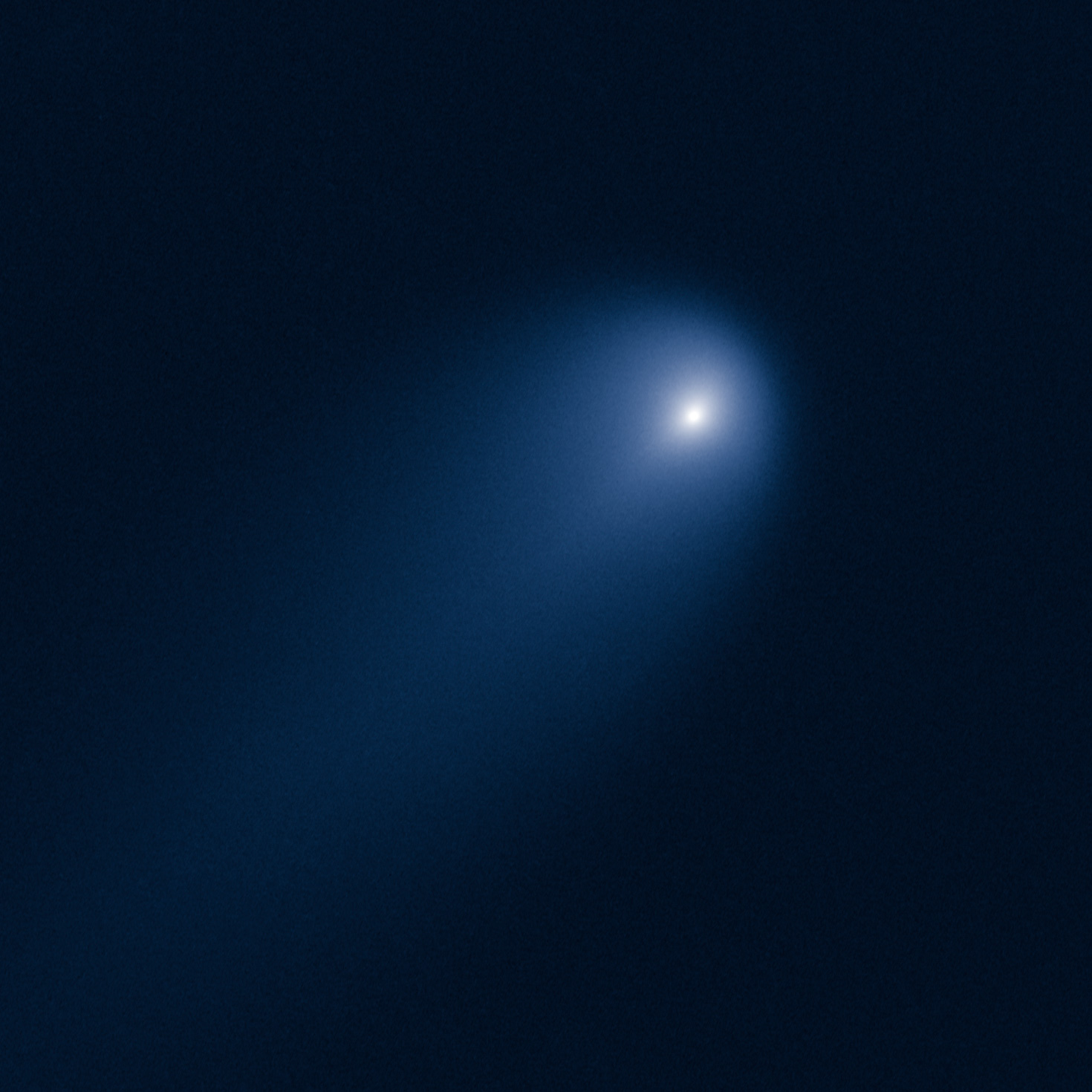
La comète ISON le 10 avril 2013

La comète a été découverte le 21 septembre 2012 par Vitali Nevski et Artiom Novitchonok à l'aide d'un télescope de quarante centimètres de l'International Scientific Optical Network (ISON) près de Kislovodsk en Russie. Des images de la comète réalisées par le Mount Lemmon Survey le 28 décembre 2011 et par Pan-STARRS le 28 janvier 2012 ont rapidement été retrouvées. De nouvelles observations ont été réalisées le 22 septembre par une équipe de l'observatoire Remanzacco en Italie avec le réseau iTelescope,. La découverte fut annoncée le 24 septembre par le Centre des planètes mineures.

## Orbite

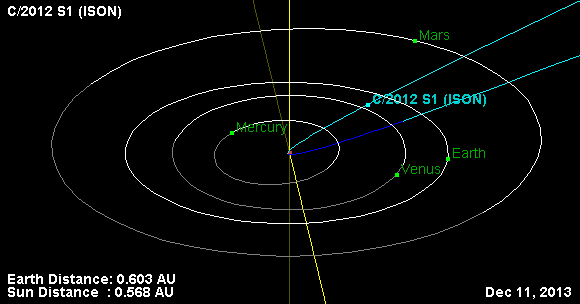
Position orbitale de la comète ISON le 11 décembre 2013 après son périhélie.

Elle a atteint son périhélie (point le plus proche du Soleil) le 28 novembre 2013 à une distance d'environ 0,012 UA (1 800 000 kilomètres ou 2,6 rayons solaires) du centre du Soleil. Le rayon solaire étant de 700 000 kilomètres, cela signifie que la comète est passée approximativement à 1 100 000 kilomètres (soit 1,6 rayon solaire) de la surface du Soleil.
Son orbite presque parabolique suggère qu'elle pourrait être directement issue du nuage d'Oort et n'être jamais entrée dans le Système solaire interne auparavant,. La comète est passée à environ 0,07 UA (10 000 000 kilomètres) de Mars le 1er octobre 2013. Le jeudi 28 novembre 2013, lors de son périhélie, elle passa à 1,17 million de kilomètres du Soleil. La majorité des spécialistes avaient estimé qu'il était probable que la comète se désintègre lors de son passage à proximité du Soleil. Malgré le fait que la situation était très incertaine les premiers jours ayant suivi le périhélie, les images des jours suivants semblent indiquer que la comète n'existerait plus. Selon certaines estimations, la comète se serait désintégrée peu de temps avant son périhélie, sans qu'il soit pour autant encore possible de dire si la tache brillante visible continuant sur l'orbite de la comète après son approche était constituée simplement de débris ou si un petit noyau issu de l'objet d'origine était toujours là. Quoi qu'il en soit, les images des tout premiers jours de décembre (1-3 décembre) semblent indiquer qu'il n'existe plus aujourd'hui de la comète qu'un nuage de poussière et qu'il est de plus en plus improbable qu'il demeure des morceaux du noyau de la comète.
Certains éléments orbitaux de la comète ISON sont similaires à ceux de la Grande comète de 1680 et les deux astres pourraient être deux fragments d'un même corps parent.

## Luminosité

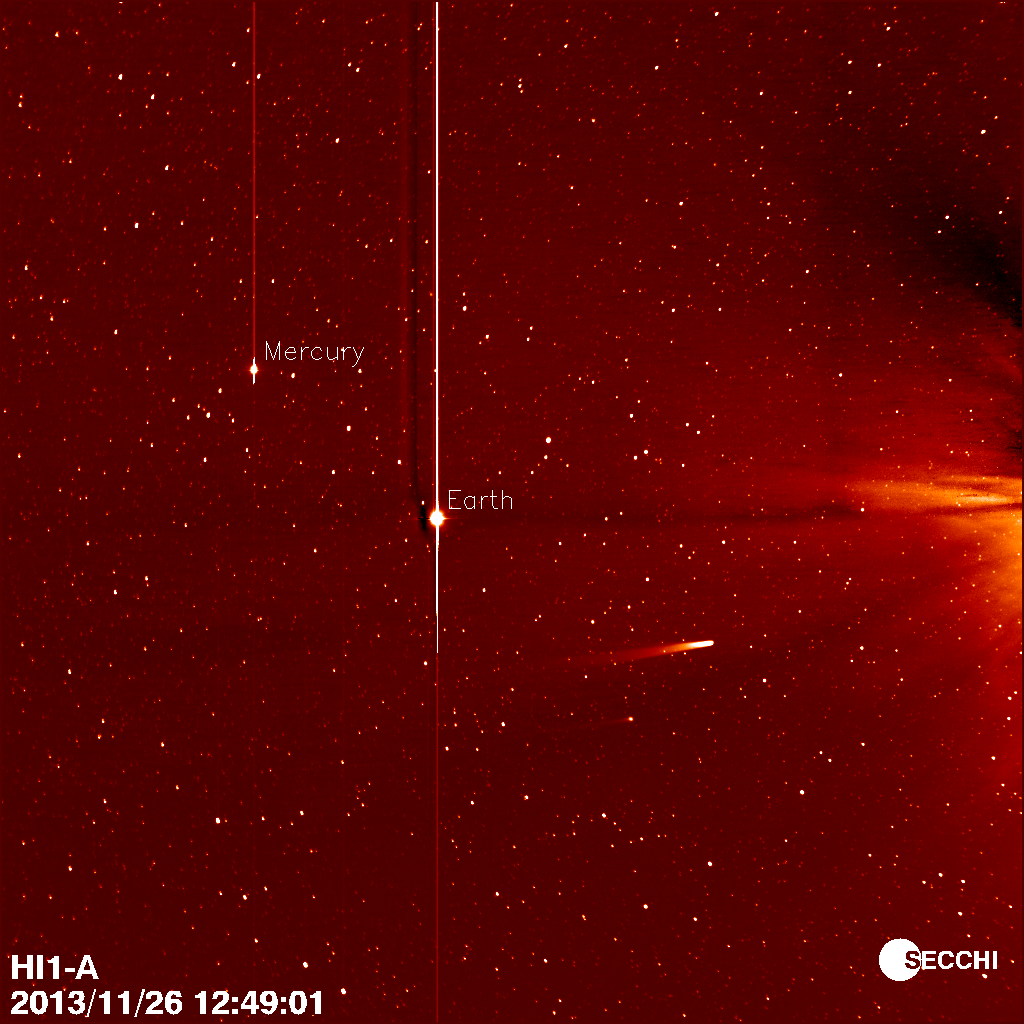
La comète ISON, la Terre, Mercure et le Soleil (image SECCHI du 26 novembre 2013).

Au moment de sa découverte, la magnitude apparente de la comète était d'environ 18,8, bien trop faible pour être visible à l'œil nu mais suffisante pour qu'elle soit repérée par de gros télescopes amateurs,. Sa luminosité augmente progressivement au fur et à mesure qu'elle approche du Soleil, atteignant déjà par exemple 16,3 en janvier 2013. Elle a commencé à être visible à l'aide de télescopes amateurs au mois d'août 2013. Elle aurait dû passer au plus près le 26 décembre 2013 à environ 65 millions de kilomètres de la Terre ; si elle ne s'était pas désintégrée, la période de visibilité se serait étendue jusqu'au milieu du mois de janvier 2014,, et  les observateurs de l'hémisphère nord auraient été particulièrement bien placés pour l'observer à la fin du mois de décembre 2013.
Lorsque la comète atteint son périhélie le 28 novembre 2013, elle est à moins de 1° du Soleil rendant son observation difficile du fait de l'éclat du Soleil. La comète aurait pu devenir ensuite extrêmement brillante si elle était resté intacte et peut-être atteindre une magnitude négative.  Le magazine britannique Astronomy Now (en) estimait même qu'elle pourrait brièvement être plus brillante que la pleine Lune,. Il est cependant difficile de prédire la luminosité d'une comète, surtout quand celle-ci passe aussi près du Soleil : les forces de marée pourraient entraîner sa dislocation ou, à l'inverse, l'effet de contre-jour pourrait augmenter sa luminosité. Les comètes C/1973 E1 (Kohoutek) et C/1999 S4 (LINEAR) (en) ont en ce domaine été décevantes.
Toutefois, si la comète ISON avait survécu, elle aurait pu ressembler à la C/2006 P1 (McNaught), à C/1680 V1 (la grande comète de 1680) ou à C/2011 W3 (Lovejoy), (à titre de comparaison, la comète la plus brillante depuis 1910 a été la comète Ikeya–Seki en 1965, avec une magnitude de -10). De nombreux médias l'avaient d'ailleurs déjà annoncée comme la « grande comète de 2013 ».